# 加信镇
加信镇是中国黑龙江省哈尔滨市延寿县下辖的一个镇，位于黑龙江省东南部。

## 历史沿革
1919年筑城，1932年建镇，1934年设为加信保，1938年为加信村，1946年改为乡，1958年改为加信人民公社，1984年改为加信镇。

## 行政区划
现辖：
加信村、长富村、同德村、富民村、民主村、新建村、金凤村、福安村和太和村。